# Glycoside calcinogène
Les glycosides calcinogènes sont des glycosides dont l'aglycone est le 1,25-dihydroxycholécalciférol, ou  1,25-OHD3, qui est un métabolite actif de la vitamine D. L'hydrolyse de ces glycosides entraîne la libération d'un analogue de la vitamine D3 (ou cholécalciférol), ce qui conduit chez les animaux qui ingèrent ces substances à une calcification des tissus mous, semblable à une hypervitaminose D.
Ces glycosides sont présents chez certaines espèces de plantes des pâturages. Leur ingestion par les animaux de pâturage se traduit par une toxicité de la vitamine D qui provoque le dépôt de calcium excessif dans les tissus mous (calcinose enzootique). Parmi les plantes concernées figurent notamment Cestrum diurnum, Solanum malacoxylon et Trisetum flavescens,.